# 愛知県立岡崎東高等学校

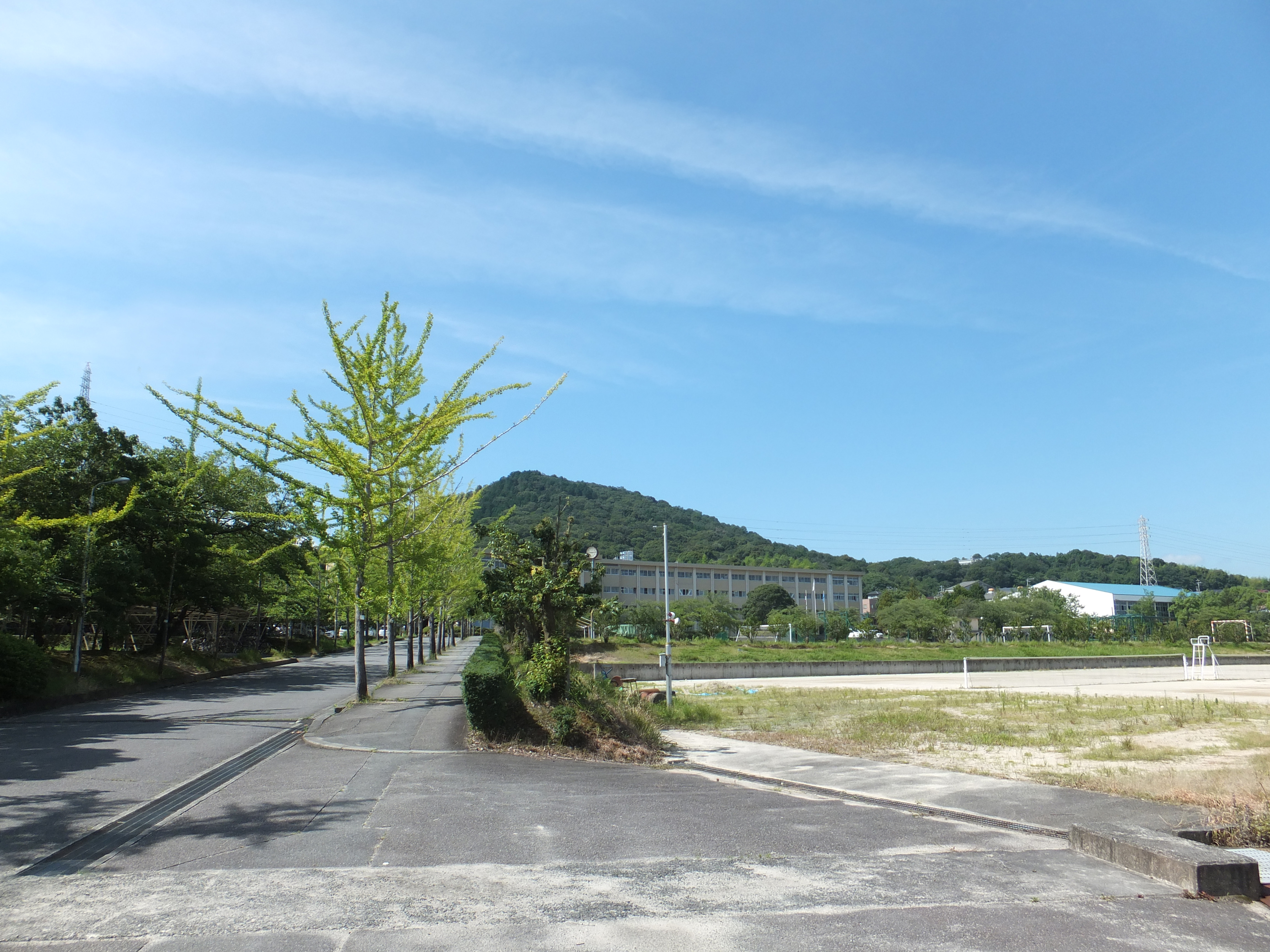
運動場と校舎

愛知県立岡崎東高等学校（あいちけんりつ おかざきひがしこうとうがっこう）は、愛知県岡崎市竜泉寺町に所在する公立の高等学校。
通称は、岡東（おかとう）、東高（ひがしこう）、東（ひがし）など呼ばれている。 また、生徒に対する呼び方においては、 岡東生(おかとうせい)と呼ばれている。

## 設置学科
総合学科
- 人文科学系列
- 自然科学系列
- スポーツ・健康系列
- ライフサポート系列
- 情報系列
- 環境系列
- 国際理解系列

## 概要
岡崎市の市街地から南東に離れたところにあるため学校の周囲は自然が多く、学校の裏手には後山（うしろやま）がそびえる。また、校門から校舎までは銀杏並木となっており中庭にも銀杏の樹がある。春から秋にかけては美しいが、実の生る時期になると実が地面に落ちて悪臭を放ち、教室に実の匂いが漂うことがある。また、銀杏並木は登校時には生徒を送る車や教員の通勤の車が通り、銀杏の実やカブトムシを潰して新鮮な匂いを漂わしている。
2008年（平成20年）度より全県学区の全日制総合学科となり、それまでの普通科「文理コース」「福祉実践コース」に代わり、7つの系列から希望の系列を1つ選択する。なお、1年生では共通の系列を学習し、2年生から選択した系列を学習する。国公立大学を目指す系列は普通科と変わらない科目を履修できる。また「ライフサポート系列」を選択することによって、従前の「福祉実践コース」と同等の学習が可能で、卒業時に介護福祉士2級の資格を得ることができる。
制服は2014年（平成26年）に開校40周年にあわせて一新し、学年色のネクタイが廃止された。胸元には男女とも学年色の校章バッジを着ける。

## 沿革
- 1975年 - 開校。第1回生入学。
- 1982年 - 弓道場新築工事完成。
- 1988年 - コート整備（テニスコート4面、バレーコート3面）完了。
- 1993年 - アーチェリー場射場新築工事完成。
- 1994年 - コンピュータ室完成。
- 1995年 - 日本学校体育研究連合会より、全国保健体育優良校として表彰される。
- 2001年 - 球場防球ネット新築工事完成。
- 2003年 - 福祉実践コース開設。
- 2008年 - この年度の入学生から総合学科へ変更。尾張地区からの入学も可能になる。
- 2010年3月 - 普通科閉科
- 2014年 - 創立40周年記念式典挙行。

## 学校行事
- 4月：入学式・始業式・新入生オリエンテーション
- 5月：遠足（3年生）・修学旅行（2年生）・キャンパスツアー（1年生）
- 7月：球技大会
- 9月：岡東祭（体育大会・文化祭）
- 10月：岡東オープンスクール・芸術鑑賞会
- 2月：駅伝マラソン大会
  - 1・2年生のみ参加。
- 3月：卒業式・球技大会

※ 長期休暇明けに課題テスト（実力テスト）が行われる。

## 部活動

### 主な実績
部活動はアーチェリー部、弓道部、水泳部、ソフトテニス部、卓球部、ハンドボール部、陸上部、吹奏楽部、放送部、文芸部が、全国大会出場経験がある。

### 運動部
- ソフトテニス部
- バレーボール部
- ハンドボール部
- バスケットボール部
- 卓球部
- サッカー部
- 野球部
- 陸上競技部
- 水泳部
- 剣道部
- 弓道部
- アーチェリー部

### 文化部
- 吹奏楽部
- 美術部
- 放送部
- 茶道部
- 書道部
- 文芸部
- 情報処理部
- 科学部
- JRC部

## 通学手段など
岡崎市内中学校出身者が最も多く、次いで、隣接する豊川市や豊田市、幸田町などからの通学が多い。

### 鉄道
- 名鉄名古屋本線
  - 藤川駅より徒歩で約15分。
  - 美合駅より徒歩で約25分。

## 主な卒業生
- 赤岩善生 - 競艇選手
- 志賀理江子 - 写真家
- 正木敦 - テレビプロデューサー、TBSテレビ所属
- 神道裕 - 元お笑いタレント
- 新実智光 - 元オウム真理教幹部